# Sammy Chapman (Fußballspieler, 1938)
Samuel Edward „Sammy“ Chapman (* 16. Februar 1938 in Belfast; † 24. Juli 2019 in Wombourne) war ein nordirischer Fußballspieler und -trainer. Zumeist auf den Halbpositionen im Mittelfeld und im Angriff eingesetzt, war er Ende der 1950er- und Anfang der 1960er-Jahre als Spieler von Mansfield Town und dem FC Portsmouth bekannt. Die aktive Laufbahn des WM-Endrundenteilnehmers von 1958 endete unehrenvoll mit einer lebenslangen Sperre im Anschluss an einen Bestechungsskandal. Später arbeitete als Trainer und war Mitte der 1980er kurzzeitig für die Wolverhampton Wanderers hauptverantwortlich.

## Sportlicher Werdegang
Chapmans aktive Laufbahn begann zunächst im irischen Fußball und im Alter von 18 Jahren wechselte er schließlich von den Shamrock Rovers nach England zu Mansfield Town. Dort kam er zumeist auf rechts als Außenläufer oder Halbstürmer, eingesetzt in der drittklassigen Third Division North, zu seinen ersten Einsätzen. Mit insgesamt 25 Toren in 50 Ligaspielen empfahl er sich nachhaltig für höhere Aufgaben und so schloss er sich noch vor Ablauf der Saison 1957/58 dem FC Portsmouth in der höchsten englischen Spielklasse an. Dazu wurde er in den nordirischen Kader anlässlich der WM 1958 in Schweden berufen, reiste aber nicht mit dem nur 17 Spieler umfassenden Aufgebot nach Schweden, und kam auch im späteren Verlauf seiner Karriere zu keinem Länderspieleinsatz – lediglich ein Auftritt für die B-Auswahl 1957 blieb ihm vergönnt. In etwas weniger als vier Jahren für den FC Portsmouth blieben die Erfolge für Chapman weitestgehend aus. Zunächst kam er nur sporadisch zum Zuge und obwohl er nach dem Abstieg 1959 speziell in der Saison 1960/61 häufiger eingesetzt wurde, musste er in diesem Jahr den weiteren Durchmarsch in die dritte Liga begleiten. Unmittelbar danach kehrte er im Dezember 1961 nach Mansfield zurück. Dort fand er wieder zu alter Stärke zurück und verhalf dem zwischendurch in die vierte Liga abgestiegenen Klub 1962 zurück in die Drittklassigkeit. Nur knapp zwei weitere Jahre später endete jedoch Chapmans Spielerkarriere ebenso plötzlich wie unehrenhaft, als er nach einem Wettskandal, in dem er verwickelt war, lebenslang gesperrt wurde.
Nach dem Ende seiner aktiven Laufbahn wechselte Chapman ins Trainerfach. Die ersten Stationen waren im Trainerstab des FC Portsmouth und später Crewe Alexandra, bevor er eine Stelle als Chefscout bei den Wolverhampton Wanderers annahm. Als dort zur Mitte der 1980er-Jahre Cheftrainer Tommy Docherty den Verein verlassen hatte, übernahm Chapman interimistisch die sportliche Leitung, bevor Bill McGarry im September 1985 die Nachfolge antrat. Als McGarry wiederum nach 61 Tagen selbst die Segel strich, wurde Chapman etwas überraschend zur „Dauerlösung“ ernannt. Die „Wolves“, die im Sommer zuvor erstmals seit 1923 bis in die dritte Liga abgestiegen waren, befanden sich in einer zuvor noch nicht gekannten Abwärtsspirale und als nach Ablauf der Saison 1985/86 sogar der Gang in die Viertklassigkeit bevorstand, wurde auch Chapman entlassen.
Zu seinen späteren Engagements zählten noch die Tätigkeiten als Scout und Nachwuchskoordinator für Leicester City sowie als Kotrainer für Broadbridge Heath in West Sussex. Seine beiden Söhne Campbell und Cavan brachten es ebenfalls zu Einsätzen in der Football League.